# Bertram Schattel
Bertram Schattel (* 1956 in Radolfzell am Bodensee) ist ein deutscher Komponist und Musikpädagoge.

## Leben
Schattel studierte von 1976 bis 1981 Klavier und Gesang an der Hochschule für Musik und Darstellende Kunst Stuttgart. Nach Abschluss seines Studiums war er bis 1989 selbstständig als Chorleiter und Musiklehrer in Stuttgart sowie parallel dazu an den Musikschulen Gerlingen und Köngen-Wendlingen tätig. Seit 1989 arbeitet Schattel als Klavier-, Gesangslehrer und Chorleiter an der Musikschule Kirchheim unter Teck. Daneben komponiert und arrangiert er vorwiegend Vokalmusik und Musiktheaterstücke, seltener auch Instrumentalmusik. Zwischen 2006 und 2009 war er außerdem als Dozent an der Musikhochschule Stuttgart tätig.
Bertram Schattel ist verheiratet und lebt derzeit in Kirchheim unter Teck. Sein Vater war der Redakteur und Schriftsteller Helmuth Schattel.

## Werke (Auswahl)
- Hochzeit im Eichenwald: eine Tiergeschichte mit Musik. Edition Incontro, Ohmden 1993.
- Spielplatz: ein Traumstück für Kinder. Verlag Junges Musiktheater, Düsseldorf 1998.
- Catalanisches Quartett für 4 Klarinetten. CNS-Musikverlag, Bremen 2003.
- Die Baumgöttin: ein musikalisches Spiel nach einem indischen Märchen. Text von Dagmar Scherf. Deutscher Theaterverlag, Weinheim 2008.